# トミー青山
トミー青山（トミーあおやま、1958年10月6日 - 2011年7月19日）は、元女子プロレスラー。本名：冨高 千賀子。

## 人物
元陸上五種競技の選手。中京大学を中退して全日本女子プロレスに「昭和52年組」として入門。メキシコ遠征でルチャ・リブレを経験し、空中技を中心に多くの技をマスターした。
ルーシー加山とのタッグ「クイーン・エンジェルス」として活躍し、シングルレコード「ローリングラブ」をリリースした。
リングネームは苗字から「トミー」、「青山」は全女の経営者である松永兄弟が青山で飲んでいた際に思いついたのが由来。
新人時代のライオネス飛鳥が付き人をしていた。
引退後は結婚して2児の母となったが、離婚。
2011年7月19日、食道癌のため死去。52歳没。

## 経歴・戦歴
1977年
- 9月5日、大宮スケートセンターにて対塙せい子戦でデビュー。

1978年
- 二代目ブラックペアの漆原幸恵と「クイーン・エンジェルス」を結成し、海外遠征に出発。8月9日には日本武道館でゴールデン・ペアを破りWWWA世界タッグ王座を獲得。

1979年
- 9月27日にレイラニ・カイを下しハワイアンパシフィック王座（12月1日にオールパシフィック王座に改称）を獲得、ジャッキー佐藤に次ぐナンバー2となる。

1980年
- 1月4日のジャッキーとのノンタイトル戦で場外ダイブをかわされた時に右膝を負傷。その後の試合で悪化し2月21日にオールパシフィック王座を返上。3月15日にはジャッキーのWWWA世界シングル王座への挑戦が決まっていたがそれも消滅。その後復帰するも、4月4日のクイーン・エンジェルス対ブラックペアで再び右膝を負傷。手術するも回復せず、現役生活を断念し8月8日の田園コロシアム大会で引退セレモニー。8月29日にグアム遠征で佐藤ちのに敗れて現役を引退した。

2007年
- 3月11日、ジャガー横田30周年記念興行にて30人ミラクルバトルランブルで他の全女OGらとともに参戦。

## 得意技
- クイーン・スペシャル（逆立ちからのコーナーポストプレス）
- ジャイアント・スウイング
- ヒップアタック
- プランチャ
- ブーメランアタック

## 獲得タイトル
- WWWA世界タッグ王座（パートナーはルーシー加山）
- オールパシフィック王座

## テレビ出演
- 探偵物語 第10話「夜の仮面」（1979年、日本テレビ）ルーシー加山とともにレスラー役として出演